# Tetragnatha caudifera
Tetragnatha caudifera är en spindelart som först beskrevs av Eugen von Keyserling 1887.  Tetragnatha caudifera ingår i släktet sträckkäkspindlar, och familjen käkspindlar.
Artens utbredningsområde är New South Wales. Inga underarter finns listade i Catalogue of Life.